# Wilhelm Canaris
Wilhelm Franz Canaris (ur. 1 stycznia 1887 w Aplerbeck, zm. 9 kwietnia 1945 w obozie koncentracyjnym Flossenbürg) – niemiecki wojskowy i oficer wywiadu, admirał, szef Abwehry (1935–1944), wysoki dygnitarz III Rzeszy, a zarazem jeden z przywódców opozycji antyhitlerowskiej. W 1945 roku zdekonspirowany i stracony.

## Życiorys

### Młodość i początek służby w marynarce
Wilhelm Canaris urodził się w Aplerbeck (obecnie dzielnica Dortmundu) w Niemczech jako syn zamożnego przemysłowca Carla Canarisa i Augusty z domu Popp.

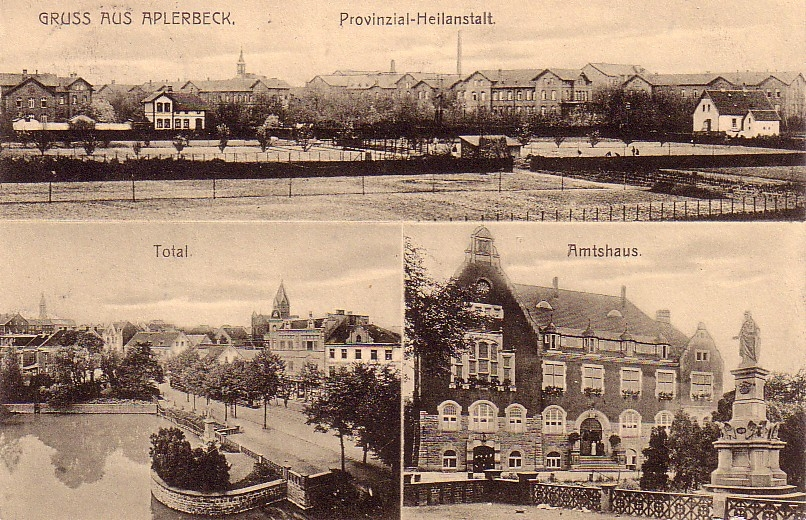
Aplerbeck, widokówka z 1910 r.

Carl Canaris wywodził się z rodziny Canarisi pochodzącej z okolic jeziora Como w północnych Włoszech, która w XVIII wieku przeniosła się do Niemiec i w 1789 zmieniła nazwisko na Canaris. Był bogatym właścicielem kopalń węgla pod Dortmundem, był również inżynierem zatrudnionym w jednej z okolicznych hut  i dyrektorem huty. 
Jego rodzina twierdziła, że spokrewniona była z rodziną XIX-wiecznego greckiego bojownika o wolność admirała Konstandinosa Kanarisa.
W 1905 roku Wilhelm Canaris wstąpił do Cesarskiej Szkoły Kadetów (Marineakademie) Kaiserliche Marine w Kilonii. Po dwóch latach nauki w stopniu chorążego rozpoczął służbę na krążowniku SMS „Bremen”. W 1908 roku w stopniu podporucznika (Leutnant zur See) został adiutantem dowódcy tego okrętu. Krążownik „Bremen”, na którym służył Canaris, przez kolejne lata operował w rejonie Ameryki Południowej, gdzie spełniał rolę pływającego ośrodka wywiadu niemieckiego. To tutaj nauczył się języka hiszpańskiego i wykonywał niewielkie zadania wywiadowcze. Otrzymał wysokie odznaczenie boliwijskie – Order Bolivara. W 1912 roku w stopniu porucznika (Oberleutnant zur See), został przeniesiony na krążownik SMS „Dresden”, na którym służył w czasie wybuchu I wojny światowej na wodach Oceanu Spokojnego. Krążownik SMS „Dresden” wchodził w skład eskadry Dalekiego Wschodu pod dowództwem wiceadmirała Maximiliana von Spee.

### I wojna światowa

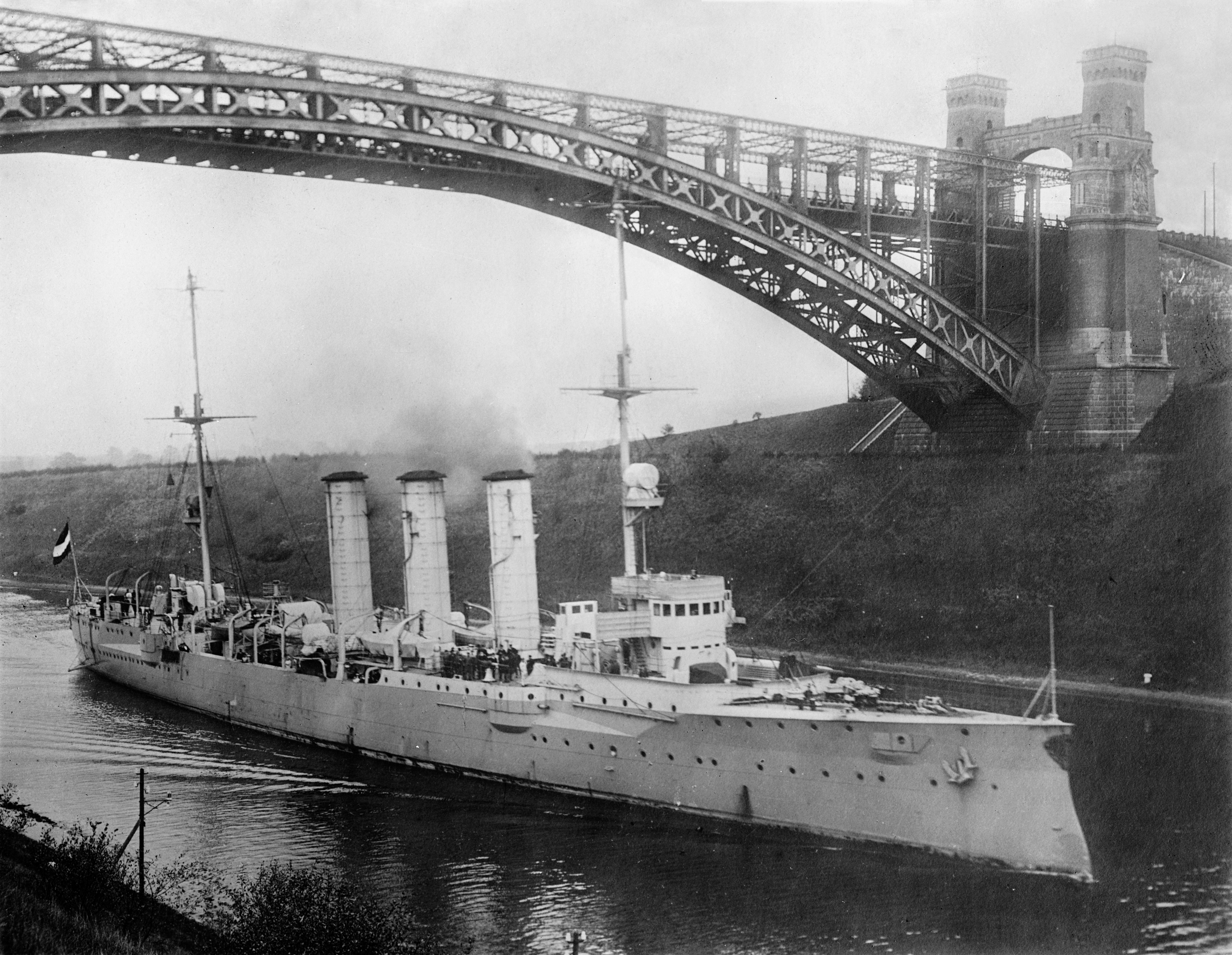
SMS Dresden w Kanale Kilońskim

1 listopada 1914 roku niemiecka eskadra w składzie dwóch krążowników pancernych i czterech krążowników w okolicy chilijskiego portu Coronel napotkała pięć brytyjskich krążowników. Po blisko godzinnej bitwie Niemcy zatopili okręty HMS „Good Hope” i HMS „Monmouth”. Powodowani porażką i chęcią zemsty Brytyjczycy wysłali w rejon silną eskadrę, której trzon stanowiły nowoczesne krążowniki liniowe HMS „Invincible” i HMS „Inflexible”. Podczas bitwy koło Falklandów 8 grudnia 1914 roku okręt Canarisa wymknął się spod nieprzyjacielskiego ognia, korzystając z okazji, że krążowniki HMS „Kent” i HMS „Cornwall” zajęły się walką z SMS „Nürnberg” i SMS „Leipzig”, po czym podjął samotnie działania rajderskie.
W marcu 1915 roku SMS „Dresden” został osaczony w pobliżu wysp Juan Fernandez przez trzy brytyjskie okręty (według innej wersji były to dwa brytyjskie okręty i wybrzeże Ziemi Ognistej). Zdając sobie sprawę z przewagi przeciwnika Canaris udał się na pokład HMS „Glasgow”, gdzie wobec brytyjskiego dowódcy komandora Johna Luce’a złożył oficjalny protest wobec pogwałcenia neutralności Chile przez Brytyjczyków. W tym czasie niemiecka załoga rozpoczęła ewakuację, po czym wysadziła okręt w powietrze, aby ten nie dostał się w nieprzyjacielskie ręce.
W Chile został internowany i osadzony w obozie na wyspie Quiriquina, odległej o 500 mil od Valparaíso, skąd wsławił się brawurową ucieczką w grudniu 1915 r. Dotarł do ambasady niemieckiej w Santiago, gdzie otrzymał fałszywy chilijski paszport na nazwisko Reed-Rosas i przez Andy w przebraniu Metysa dotarł do Buenos Aires (według innej wersji w stolicy Argentyny zagościł u niemieckiego kolonisty Luisa von Bülowa, który tutaj załatwił mu chilijski paszport na nazwisko Reed-Rosad.) Zdołał przedostać się do Niemiec przez Wielką Brytanię, gdzie umknął agentom kontrwywiadu MI5, na pokładzie brytyjskiego statku handlowego Frisia płynącego do Rotterdamu. Z Holandii, wciąż z chilijskim paszportem, udał się do swojej ciotki, Dorothei Popp, mieszkającej w Hamburgu. 17 września 1915 roku został w Berlinie odznaczony Krzyżem Żelaznym przez cesarza Wilhelma II. 16 listopada 1915 awansował na stopień kapitana marynarki (Kapitänleutnant).
Po powrocie Canaris został zwerbowany do pracy w Nachrichtendienst (Geheime Nachrichtendienst der Heeres – „Tajna Służba Wywiadowcza Armii”) – wywiadzie wojskowym Cesarstwa Niemieckiego. Służył w komórce Etappe – agencji zakupów pod dowództwem komandora (Kapitän zur See) Hansa von Krohnema, vel (Kurt von Kron), był jednak przede wszystkim agentem operacyjnym wywiadu. Prowadził dobrze zorganizowaną pracę wywiadowczą w Hiszpanii i we Włoszech. Według oficera Abwehry Richarda Protzego w Hiszpanii Canaris przyczynił się do wysadzenia w powietrze 9 brytyjskich statków oraz podburzał plemiona arabskie w Maroku i Afryce Północnej przeciwko władzom francuskim i brytyjskim. W Madrycie skutecznie zdobywał informacje na temat planowanych transportów surowców i żywności do Wielkiej Brytanii. Na ich podstawie niemieckie dowództwo marynarki precyzyjnie kierowało U-booty, które mogły każdego miesiąca zatopić statki o łącznej wyporności 600 000 BRT, co z kolei mogło zmusić Wielką Brytanię do kapitulacji.
Brytyjczycy postanowili wówczas zabić Canarisa. W tym celu latem 1916 roku do stolicy Hiszpanii przybył agent wywiadu angielskiego Stewart Menzies – późniejszy szef SIS. Canaris uniknął śmierci, gdyż po kolejnym ataku malarii, nabytej podczas służby w marynarce, został odesłany na rekonwalescencję do Niemiec. Zdając sobie sprawę, że jest celem poszukiwań Brytyjczyków, podjął próbę przejazdu przez Francję i Włochy w przebraniu mnicha. W Domodossola na granicy włosko-szwajcarskiej wpadł w ręce włoskiej policji i został osadzony w więzieniu pod zarzutem szpiegostwa, za co groziła mu kara śmierci. Zaczął symulować gruźlicę – gryzł język i pluł krwią. Gra była na tyle przekonująca, że rozprawa została odłożona. Dodatkowo jego hiszpańscy przyjaciele, m.in. młody oficer Francisco Franco, zabiegali o zwolnienie go z więzienia. Włosi postanowili odesłać go pod strażą do granicy francusko-włoskiej, skąd udał się z powrotem do Madrytu (według innej wersji Canaris udusił więziennego kapelana i w jego przebraniu uciekł zza krat).

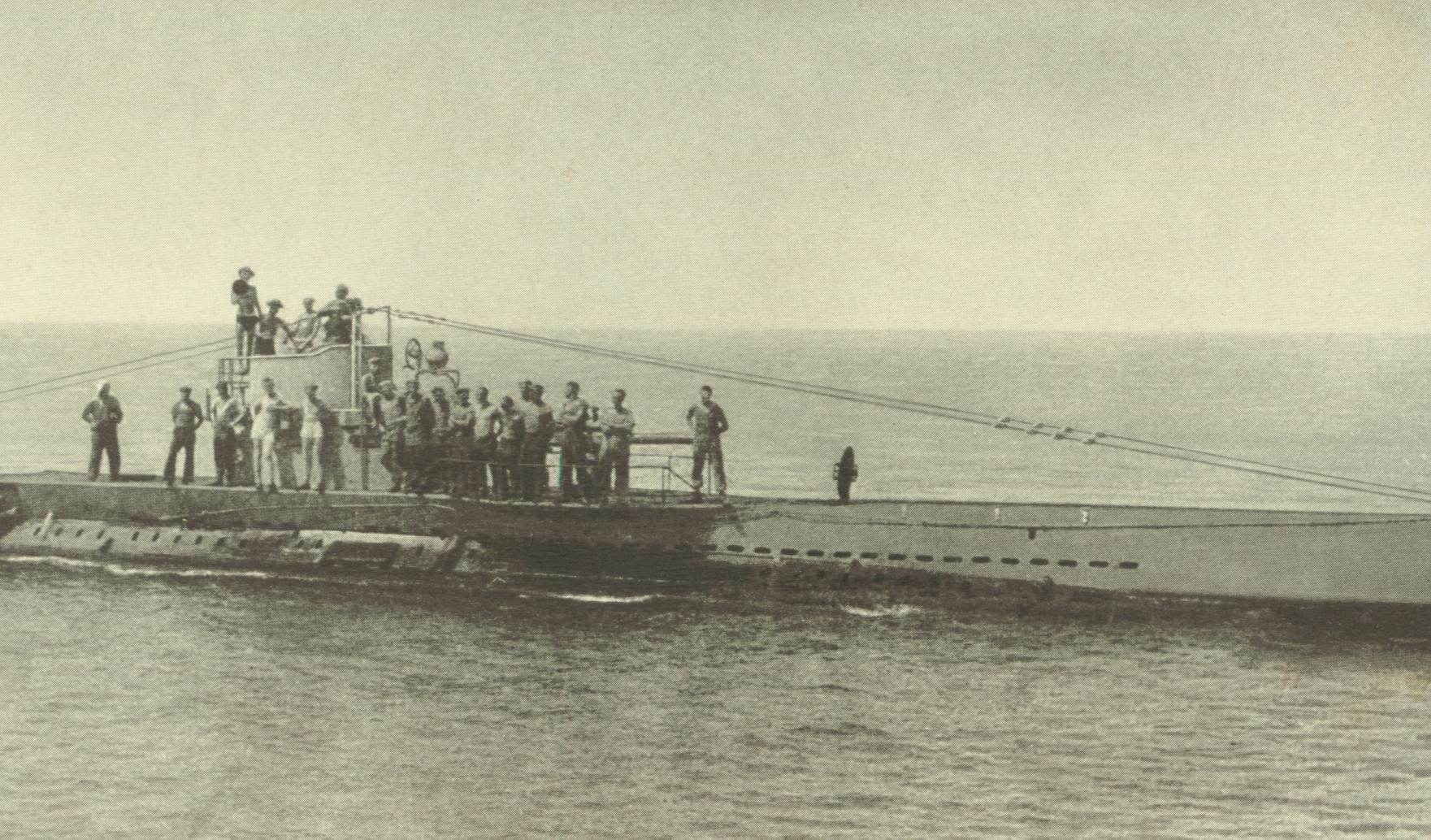
Niemiecki okręt podwodny U-38

Canaris wrócił do Berlina, skąd po zakończeniu leczenia rozpoczął służbę na okrętach. Na krótko w grudniu 1916 roku był dowódcą torpedowca D 9, po czym do czerwca szkolił się na okrętach podwodnych. Był następnie dowódcą okrętów podwodnych: U-16 (czerwiec–wrzesień 1917), następnie: U-38 (16 września 1917–15 listopada 1917), UC-27 (28 listopada 1917 – 14 stycznia 1918), U-34 (18 stycznia 1918–13 marca 1918) (na tym okręcie zatopił dwa parowce francuskie i jeden brytyjski) oraz UB-128. Ostatni z okrętów pozostawał pod jego rozkazami od 11 maja 1918 roku do 29 listopada tego roku, operując z bazy w Cattaro (Kotorze), dokonywał ataków na statki alianckie, topiąc 21 sierpnia 1918 francuski parowiec „Champlain” (7418 t) na zachód od brzegów Portugalii.
8 listopada 1918 roku Canaris przypłynął do Kilonii, gdzie zastał go bunt marynarzy – epizod rewolucji 1918 roku w Niemczech. Jako zaciekły antykomunista i monarchista zgłosił się do gubernatora Kilonii Gustava Noske, podejmując się tłumienia demonstracji i buntów środowisk lewicowych. W czasie walk w Berlinie w styczniu 1919 roku przyłączył się do Dywizji Kawalerii Gwardii (niem. Garde-Kavallerie-Schützen-Division) przybyłej prosto z frontu wojennego. Po upadku powstania Canaris został wysłany na południe Niemiec w celu zbadania sytuacji, nawiązania współpracy z innymi kontrrewolucjonistami i zorganizowania Einwohnerwehr – oddziałów zbrojnych prawicy bawarskiej. Z podobną misją udał się do Saksonii. Pełnił wówczas funkcję oficera łącznikowego ds. Einwohnerwehr przy Zgromadzeniu Narodowym.
Nie jest jasny związek Canarisa z zabójstwem komunistów Róży Luksemburg i Karola Liebknechta, popełnionym przez żołnierzy Freikorpsu 15 stycznia 1919 roku w drodze z hotelu „Eden” do więzienia w Moabicie. Śledztwo i proces w tej sprawie prowadziły władze wojskowe, a Canaris zasiadał w składzie sędziowskim. Ponadto pomagał w ucieczce skazanym za to zabójstwo, m.in. porucznikowi Kurtowi Voglowi. Po zorganizowaniu ucieczki Vogla (dostarczył mu paszport i pieniądze) Canaris na krótko został umieszczony w areszcie przez władze wojskowe.

### Służba w Reichsmarine w latach 20.
13 marca 1920 roku wybuchł pucz Kappa-Lüttwitza. Minister obrony Gustav Noske, poinformowany dzień wcześniej o planach buntowników, wysłał do odległego o 25 km Döberitz, głównej siedziby puczystów, admirała Adolfa von Trotha i Canarisa z misją zbadania sytuacji. Obaj nazajutrz wrócili do Berlina i oświadczyli, że nic niepokojącego nie zauważyli. Canaris niebawem sam się przyłączył do puczu, lecz po ucieczce Kappa do Szwecji 17 marca ponownie został umieszczony na kilka dni w areszcie.

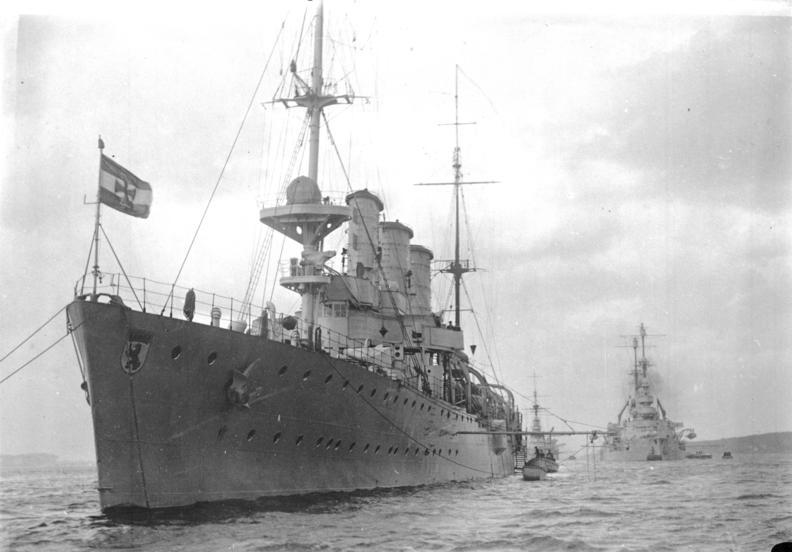
Krążownik „Berlin” w latach 20.

Po ustaniu rewolucji Canaris ponownie trafił do marynarki wojennej (Reichsmarine). Od lipca 1920 roku przez trzy lata był oficerem sztabowym Morskiej Stacji Bałtyku, następnie między 19 czerwca 1923 a 15 maja 1924 służył na krążowniku „Berlin” jako pierwszy oficer. 1 stycznia 1924 został awansowany do stopnia komandora podporucznika (Korvettenkapitän).
W pierwszej połowie lat 20. Canaris wyjeżdżał służbowo do Japonii, Szwecji i Hiszpanii, gdzie potajemnie kupował nowe okręty i uzbrojenie dla niemieckiej marynarki wojennej, znacznie zredukowanej traktatem wersalskim. W 1924 roku w ramach współpracy z japońską stocznią Kawasaki odpowiadał za kontrolę budowy okrętów podwodnych i krążowników dla floty niemieckiej. Po powrocie do kraju, w tym samym roku, skierowany został do sztabu marynarki w Ministerstwie Obrony. Prowadził równocześnie działalność wywiadowczą (m.in. w Hiszpanii) w organizacji zakonspirowanej pod nazwą „Oddział Transportu Morskiego”.
W czerwcu 1928 roku objął służbę jako pierwszy oficer na przestarzałym pancerniku „Schlesien”, którą pełnił do września 1930 roku; w tym czasie 1 czerwca 1929 roku został mianowany na stopień komandora porucznika (Fregattenkapitän). Od października 1932 do września 1934 roku był dowódcą pancernika „Schlesien”. W 1934 roku został komendantem twierdzy Świnoujście. 1 stycznia 1935 roku został awansowany do stopnia kontradmirała (Konteradmiral) oraz mianowany szefem wywiadu i kontrwywiadu wojskowego Abwehr.

### Służba w Abwehrze

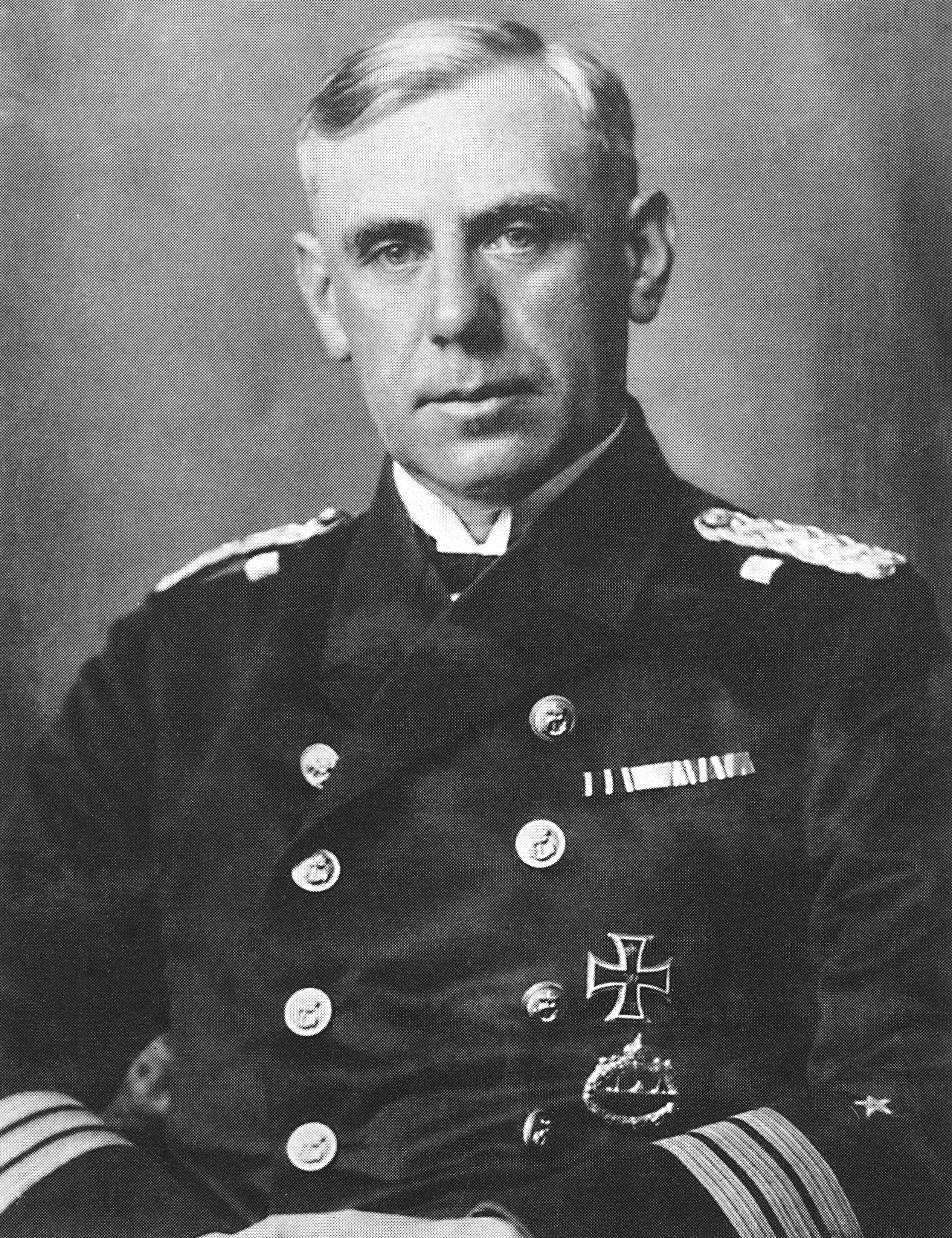
Wilhelm Canaris w randze komandora podporucznika, ok. 1927 r.

Dotychczasowy szef Abwehry komandor Conrad Patzig w wyniku konfliktu z szefem SD Reinhardem Heydrichem został zdymisjonowany przez ministra wojny i naczelnego dowódcę Wehrmachtu gen. Wernera von Blomberga. Hitler polecił dowódcy marynarki wojennej adm. Erichowi Raederowi znalezienie kandydata na zwolnione stanowisko. Po lekturze raportu sporządzonego przez kontradmirała Maxa Bastiana Raeder zaproponował kandydaturę Canarisa, którą przyjęto. Jeszcze wówczas komandor (Kapitän zur See) Canaris otrzymał nominację tuż przed Bożym Narodzeniem 1934 i 1 stycznia 1935 roku przekroczył próg budynku przy Tirpitzufer 76/78 w Berlinie (były to dwie kamienice na nabrzeżu Tirpitza nad kanałem Landwehr).
Służbę zaczął od długiej rozmowy z ustępującym szefem Abwehry C. Patzigiem, w której tenże zwrócił uwagę Canarisa na zagrożenie ze strony Himmlera i Heydricha, zamierzających przejąć wywiad i kontrwywiad wojskowy i połączyć je ze Służbą Bezpieczeństwa. W odpowiedzi Canaris stwierdził:

Jestem nieuleczalnym optymistą. Jeśli chodzi o tych dwóch ludzi, to myślę, że wiem, jak sobie z nimi poradzić.

Po objęciu dowództwa Abwehry Canaris rozpoczął jej reorganizację. Utworzył trzy główne wydziały:
- wydział I (Geheimer Meldedienst) – wywiad, dowódca pułkownik Hans Piekenbrock,
- wydział II (Sabotage und Sonderaufgaben) – sabotaż, dywersja i propaganda, dowódca major Helmuth Groscurth, od 1939 – pułkownik Erwin Lahousen,
- wydział III (Spionageabwehr und Gegenspionage) – kontrwywiad i zwalczanie szpiegostwa, dowódca major Rudolf Bamler, od 1939 pułkownik Franz Eccard von Bentivegni.

Na najwyższym piętrze siedziby Abwehry mieścił się „Wydział Z” – pion administracyjny, którym dowodził Hans Oster, zagorzały antynazista.
Na zarządzenie Canarisa firma Telefunken zaprojektowała specjalną radiostację dla szpiegów/agentów nazwaną Afu (Agenten-Funkgerät). Canaris zawarł porozumienie z Ministerstwem Spraw Zagranicznych III Rzeszy, ustalające zasady i zadania dyplomatów niemieckich zaangażowanych do pracy szpiegowskiej. Z jego rozkazu w Quenzsee w Bawarii utworzono specjalny ośrodek szkoleniowy dla sabotażystów i dywersantów, a w Berlinie w dzielnicy Tegel powstało tajne laboratorium wytwarzające gadżety szpiegowskie i sabotażowe, m.in. atrament sympatyczny, materiały wybuchowe o wyglądzie mąki.
8 września 1935 roku po raz pierwszy od objęcia stanowiska szefa Abwehry Canaris stawił się w gabinecie Hitlera w wilii Berghof w Obersalzbergu. Rozmawiali o planach przyłączenia Austrii do III Rzeszy. Canaris zawiadomił Hitlera, że oficer tamtejszego wywiadu, major Erwin von Lahousen, podjął z nim współpracę. Zapewnił go nadto, że Abwehra posiada rozgałęzioną siatkę wywiadowczą na terenie Polski i Czechosłowacji i że przywódca Niemców sudeckich Konrad Henlein został zwerbowany jako tajny agent. Natomiast Hitler okazał niechęć wobec działania agentów niemieckich w Wielkiej Brytanii, gdyż uważał, że polityka jaką prowadził wobec tego kraju przynosiła same sukcesy, a działania szpiegowskie mogłyby popsuć działania dyplomatyczne. W efekcie Canaris zdecydował się ominąć zakaz Hitlera, budując własną siatkę wywiadowczą skierowaną przeciwko Hitlerowi.
Canaris początkowo należał do grona zdecydowanych zwolenników Adolfa Hitlera, widząc w nim wroga porządku powersalskiego i komunizmu. Wkrótce jednak zraziła go brutalność nowej władzy i zaczął skłaniać się ku niechętnym führerowi oficerom sił zbrojnych.
Wielu najwyższych oficerów Wehrmachtu, intelektualistów oraz działaczy katolickich było zdecydowanych obalić Hitlera, ponieważ uważali, że jego polityka doprowadzi Niemcy do zguby. Nie wierzyli, że uda się wygrać wojnę z zachodnimi mocarstwami. Podjął próby nawiązania kontaktów z przedstawicielami rządu brytyjskiego, za pośrednictwem m.in. agentki Haliny Szymańskiej.
Działalność jego wysłanników (m.in. Hansa Bernda Giseviusa i dr Josefa Müllera) nie uszła, niestety, uwadze jego największego wroga, zaciekłego nazisty Reinharda Heydricha (szef Głównego Urzędu Bezpieczeństwa Rzeszy), który słusznie podejrzewał go o przygotowywanie zamachu stanu przeciw Hitlerowi, jednak nie posiadał na to niepodważalnych dowodów. Dodatkowo Heydrich chciał zlikwidować Canarisa, aby przejąć władzę nad wywiadem wojskowym.
Byli sąsiadami (Canaris kupił dom przy Betazele 17, w południowo-zachodniej dzielnicy Berlina, zaś Heydrich mieszkał przy Reifträgerweg 14), często się odwiedzali, ale zachowywali pozory przyjaźni, bo każdy z nich liczył na dogodny moment na pozbycie się konkurenta. Poznali się w 1923 roku podczas służby na pokładzie krążownika Berlin, gdzie Canaris pełnił stanowisko pierwszego oficera, zaś Heydrich kadeta. Mimo dzielącej ich różnicy wieku pozostali przyjaciółmi, gdyż obaj uwielbiali muzykę, uchodzili za samotników i outsiderów. Wielokrotnie Heydrich zapraszany był do domu Canarisa, gdzie wspólnie z jego żoną Eriką grał na skrzypcach.
21 grudnia 1936 roku obaj podpisali dokument zwany Dziesięcioma przykazaniami lub potocznie dekalogiem Heydricha ściśle określający podział kompetencji pomiędzy Abwehrą i SD.
Latem 1936 roku Canaris przybył do Hiszpanii, tuż po wybuchu wojny domowej, celem zorganizowania przerzutu broni dla wojsk Franco. Spotkał się z Juanem Marchem, z tym samym, który kilkanaście lat wcześniej zdradził Anglikom miejsce jego schronienia. Canaris zdawał sobie sprawę z jego powiązań z wywiadem brytyjskim. Podczas tego spotkania zdradził swoją niechęć do Hitlera i chęć nawiązania kontaktu z Brytyjczykami, co March skrzętnie odnotował i przesłał do Londynu. Menzies nie potrafił ocenić ile jest w tym szczerości a ile podstępu ze strony szefa Abwehry, który zalazł mu za skórę przed laty.
Według niemieckiego dziennikarza Canaris nabrał dystansu do Hitlera na początku 1937, co miało mieć związek z wizytą admirała w obozie Sachsenhausen.
Canaris niechętnie współpracował z SD i jej szefem Heydrichem w sprawie zbierania dowodów rzekomej zdrady Marszałka Michaiła Tuchaczewskiego na szkodę ZSRR. Nie chciał, aby SD uzyskała dostęp do archiwów Abwehry, w których miały się zachować zapiski świadczące o współpracy oficerów Reichswehry z dowódcami Armii Czerwonej w latach 20., w związku z zawartym przez oba kraje układem w Rapallo.
Heydrich potrzebował ich dla swoich fałszerzy (m.in. Franza Putziga). Liczne notatki, raporty i wzory podpisów stałyby się wzorcami dla preparowanych dokumentów. Zrozumiał, że Canaris będzie stwarzał kolejne powody nieujawnienia dokumentów. Musiał rozegrać to w innych sposób. W nocy z 1 na 2 marca 1937 roku włamywacze, wskazani przez szefa Kripo, Arthura Nebego, włamali się do archiwów Abwehry (przechowywane one były w Ministerstwie Wojny). Dla zatarcia śladów włamywacze wzniecili pożar.
Przełom 1937 i 1938 roku w III Rzeszy upłynął pod znakiem afery Blomberga-Fritscha, która w ostateczności doprowadziła do zdymisjonowania wielu dowódców/generałów niemieckiej armii niechętnych wojennym planom Hitlera, w tym głównych jej uczestników, feldmarszałka Wernera von Blomberga – Ministra Wojny i generała Wernera von Fritscha – Naczelnego Dowódcy Wojsk Lądowych.
O jej przygotowaniach, przebiegu i realizacji, Wilhelm Canaris dowiedział się od Hansa Bernda Giseviusa, byłego funkcjonariusza Gestapo. On z kolei wiedzę taką uzyskiwał od swoich kolegów, którzy go informowali o prowadzonych i najciekawszych sprawach.
Canaris, zagorzały antynazista, podjął próby ostrzeżenia obu wysokich oficerów. Wiedział, że afera Blomberga wywoła konflikt SS z Wehrmachtem. Generałowie, którzy by stanęli w obronie von Blomberga, mogliby otwarcie stanąć przeciwko Hitlerowi.
W tym celu Oster, Carl Goerdeler, Gisevius i Hjalmar Schacht objeżdżali kolejne okręgi (korpusy) wojskowe (na terenie III Rzeszy było ich w sumie 12 – niem. Wehrkreis), licząc na przychylność dowódców. Spotykali się z życzliwym przyjęciem, jak i z całkowitym brakiem chęci do działania.
Hitler był jednak szybszy, rankiem 5 lutego 1938 roku – na łamach prasy – około 60 generałów dowiedziało się o swoich dymisjach lub przeniesieniach na inne, niższe stanowiska.
Do poważnej konfrontacji między Canarisem i Heydrichem doszło pod koniec 1939 roku gdy o działalności agenturalnej Josefa Müllera w Watykanie dowiedział się pracownik SD Hermann Keller podczas rozmowy w Bazylei z nieświadomym zagrożenia dr. Hansem Etscheitem. Canaris, chcąc uprzedzić atak Heydricha i Himmlera na spiskowców, polecił Müllerowi sporządzić szczegółowy raport (później został przedstawiony Hitlerowi) opisujący wykryty spisek, w który zamieszani mieli być dwaj generałowie Werner von Fritsch i Walter von Reichenau. Było to mistrzowskie zagranie Canarisa, gdyż Fritsch nie mógł się bronić, ponieważ już nie żył (22 września br.), a Reichenau był zagorzałym i gorliwym zwolennikiem Hitlera.
Przepełniony sukcesem Canaris nie omieszkał poinformować Heydricha o reakcji Hitlera na raport Müllera. Zdawał sobie sprawę, że wytrącił mu poważny argument z ręki i na jakiś czas odsunął podejrzenia od swojego podwładnego.
19 sierpnia 1939 roku wziął udział w naradzie z udziałem Hitlera w jego rezydencji Berghof w celu omówienia planów politycznych i wojskowych na najbliższy czas, w tym przygotowań do wojny z Polską (Fall Weiss).
Jako jeden z nielicznych (obok wielkiego admirała Ericha Raedera i admirała Hermanna Boehma) sporządzał notatki, co było zakazane.
Po naradzie udał się do hotelu „Platerhof” gdzie czekał na niego jego zastępca Hans Oster. Ten następnie udał się na stację kolejową, gdzie przekazał informacje z narady attaché wojskowemu ambasady holenderskiej w Berlinie, majorowi Gijsbertusowi Jacobowi Sasowi.
Sas po powrocie do Berlina skontaktował się z ambasadą Wielkiej Brytanii. Notatki sporządzone przez Canarisa trafiły na biurko szefa berlińskiego oddziału wywiadu brytyjskiego, majora Foleya.
Canaris, jako antykomunista z przekonania, nie wierzył w Pakt Ribbentrop-Mołotow i sojusz III Rzeszy z ZSRR. Zachęcał ponadto estońskich uchodźców w Berlinie do zakładania obozów treningowych pod Helsinkami, oczywiście za zgodą władz fińskich, dla ochotników gotowych do walki z Sowietami w wojnie fińsko-radzieckiej 1939–1940.
Jako szef Abwehry, Wilhelm Canaris brał udział w przygotowaniach do akcji dywersyjnej, która przeszła do historii jako prowokacja gliwicka.
Zdawał sobie sprawę, że wojna z Polską rozpocznie wojnę światową. Nie wierzył, że Francja i Wielka Brytania staną w obronie sojusznika. Los Polski go nie interesował, ale bał się, że uruchomiona machina wojenna zniszczy jego kraj.
W sierpniu 1939 roku specjalna jednostka Abwehry Brandenburger (pol. „Brandenburczycy”) szykowała się do akcji dywersyjnej, której celem było ułatwienie wojskom niemieckim wkroczenie do Polski. Decyzją Hitlera jednostka ta miała być skierowana do napadu na stację radiową w Gliwicach – żołnierze mieli być ubrani w polskie mundury. Canaris zdecydowanie się temu planowi sprzeciwił. Niechętnie udostępnił SS „150 polskich mundurów i dodatków z Górnego Śląska”, zrobił to dopiero na wyraźny rozkaz Wilhelma Keitela.
Jako jeden z pierwszych ludzi III Rzeszy dowiedział się o wypowiedzeniu wojny przez Wielką Brytanię (3 września 1939), gdyż Abwehra przechwyciła i rozszyfrowała telegram Ministerstwa Spraw Zagranicznych w Londynie do ambasadora w Berlinie, sir Neville’a Hendersona.
Jeszcze przed wybuchem II wojny światowej nawiązał kontakt z pułkownikiem Mihailem Moruzovem (ur. 8 listopada 1887, zm. 26 lub 27 listopada 1940), szefem tajnej rumuńskiej policji politycznej – Siguranzy (rum. Siguranța), w celu zapewnienia ochrony polom roponośnym w Ploeszti (na północ od stolicy Rumunii) przed atakiem ze strony Brytyjczyków (sekcja D SIS – poprzedniczka SOE). Dzięki temu III Rzesza zapewniła sobie dostęp do ropy naftowej i jej przesył do kraju.
10 września 1939 roku rozpoczął dwudniową inspekcję na terenach zajmowanych przez wojska niemieckie. Przybył do stacji Ilnau, na północny wschód od Opola. Co tam zobaczył wstrząsnęło nim do głębi. Masowe egzekucje ludności cywilnej dokonywane przez specjalne oddziały SS i Gestapo. Od majora Helmuta Groscurtha dowiedział się o tajnej dyrektywie podpisanej przez Himmlera nakazującej systematyczną eksterminację Polaków. Dwa dni później próbował interweniować u Hitlera, ale generał Wilhelm Keitel skutecznie mu to wyperswadował.
W Polsce – stwierdził wówczas Canaris – planuje się masowe egzekucje, w których ma być wytępiona zwłaszcza szlachta i duchowieństwo, za co świat obciąży odpowiedzialnością Wehrmacht.
Keitel odpowiedział: „Gdybym był na pańskim miejscu, panie Canaris, nie mieszałbym się do tych spraw. Te rzeczy zostały zadecydowane przez samego Führera. Powiedział generałowi von Brauchitschowi, że jeżeli Wehrmacht nie będzie chciał mieć nic wspólnego z tymi rzeczami, pozostawi je Gestapo i SS, aby to wykonały”. (Führer już rozstrzygnął tę kwestię informując naczelnego dowódcę wojsk lądowych, że jeżeli Wehrmacht nie chce mieć z tym do czynienia, to znajdzie rywala w SS i Gestapo).
Do Berlina powrócił 14 września. Nakazał gromadzenie wszelkich raportów i dokumentów na temat zbrodni popełnianych przez SS, Gestapo i Wehrmacht na podbijanych terytoriach, aby ewentualnie ścigać sprawców po wojnie.
Canaris przekazał ponadto informację o dacie niemieckiego ataku na Belgię w 1940 roku za pośrednictwem Josefa Müllera, jednak jego ostrzeżenie zostało zlekceważone.
Osobiście (lub wspólnie z generałem Ludwigiem Beckiem) sporządził list, w którym zawarł ostrzeżenie, że Hitler szykuje się do ataku na Belgię. List ten przekazał Josefowi Müllerowi, ten z kolei, przekazał go w kwietniu 1940 roku Robertowi G. Leiberowi, asystentowi Piusa XII do spraw wywiadu. Ostatecznie trafił on do ambasadora Belgii przy Stolicy Apostolskiej Adriena Nieuwenhuysa. 2 i 3 maja 1940 roku wysyłał depesze do swojego rządu, zawierające ostrzeżenie przekazane przez dr. Müllera.
Depesze zostały – niestety dla spiskowców, zarejestrowane przez niemiecką stację nasłuchową i przekazane do Forschungsamt. Wkrótce Hitler, Himmler i Heydrich zostali poinformowani o zdradzeniu Belgom tajemnicy. Heydrich zapewne zdawał sobie sprawę, że za tym stoi Canaris.
Müller niezwłocznie udał się do Watykanu, Canaris do gabinetu Hitlera, którego zapewnił, że wysłał swojego agenta dr. Josefa Müllera do przeprowadzenia śledztwa w sprawie zdrady tajemnic Fall Gelb. Hitler zaaprobował taki plan. Zręczna, kolejna udana zagrywka wytrąciła argument z ręki Heydricha przeciwko Canarisowi, gdyż teraz nie mógł przyjść do Hitlera z oskarżeniem dr. Müllera o zdradę, którego misję w Rzymie führer zaaprobował.
Canaris i gen. Hans Oster pokrzyżowali wiele planów Hitlera, wprowadzili go w błąd w sprawie kapitulacji Włoch oraz sabotowali akcję wywiadowczą przeciw Wielkiej Brytanii. Canaris w czasie wojny umożliwiał Żydom ucieczkę z Niemiec, m.in. w ramach „operacji 7”.
2 lipca 1940 roku, wspólnie z Hansem Piekenborckiem i Erwinem Lahousenem, wziął udział w konferencji OKW poświęconej planom operacji Lew Morski (niem. Seelöwe) – zbrojnej inwazji hitlerowskich Niemiec na Wielką Brytanię (Dyrektywa nr 16 z 16 lipca 1940 r. i Dyrektywa nr 17 z 1 sierpnia br.), która ostatecznie nie została zrealizowana, odrzucona na przełomie września i października 1940 roku. Przygotowania Abwehry do tej operacji, które obejmowały infiltrację i sabotaż, nazwano operacją „Lena”. Canaris zdał sobie sprawę, że cała ta operacja to czysty obłęd.
Według generała zajęcie Skały jak nazywano Gibraltar pozwoliłoby zamknąć Brytyjczykom drogę na Morze Śródziemne i przerwałoby szlaki komunikacyjne prowadzące ze wschodnich kolonii.
Canaris zebrał grupę doradców, która wyruszyła do Hiszpanii, aby na miejscu ustalić możliwość zbrojnego opanowania Gibraltaru. Sam również wielokrotnie, po upadku Francji, przyjeżdżał w okolice La Línea de la Concepción i Algeciras z oficerami Wehrmachtu i Abwehry, w celu wysondowania możliwości ataku.
Po wykonanym rozeznaniu w sytuacji polityczno-militarnej Hiszpanii (operacja „Feliks” miała być zgrana w czasie z wkroczeniem armii niemieckiej na jej terytorium) i na podstawie relacji swoich doradców, szef Abwehry, sporządził szczegółowy raport, w którym jednoznacznie określił, że atak na Gibraltar jest zupełnie bezsensowny.
W raporcie dowodził, że niespodziewany atak byłby niemożliwy, gdyż na granicy hiszpańskiej trzeba będzie zmieniać podwozia wagonów z uwagi na inny rozstaw torów, dodatkowo stan dróg i linii kolejowych pozostawał wiele do życzenia. Desant powietrzny byłby nieudany z uwagi na silne wiatry, a desant morski ze względu na strome zbocza.
Stwierdził ponadto, że konieczna jest pomoc Hiszpanów. Generał Franco gotów był stanąć u boku Hitlera, gdyż jego odmowa mogła grozić wkroczeniem żołnierzy Wehrmachtu na terytorium jego państwa.
Canaris postanowił uspokoić El Caudillo. Wyznaczył swojego bliskiego współpracownika Josefa Müllera z delikatną misją do Rzymu. Tutaj dr Müller spotkał się z hiszpańskim ministrem spraw zagranicznych, Serrano Suñerem. Zapewnił on Hiszpanów, że III Rzesza nie zaatakuje Hiszpanii.
Dyrektywa nr 19 została anulowana 11 grudnia 1940 roku. Ostatecznie plan „Feliks” porzucono na początku 1941 roku.
21 maja 1942 roku (6 dni przed zamachem na Reinharda Heydricha) Canaris przybył do Pragi na zaproszenie Protektora Czech i Moraw. Admirał zaniepokojony był przebiegiem walki Gestapo z czeskim podziemiem oraz aresztowaniem 22 lutego 1942 roku jego podwładnego, szefa praskiej rezydentury Abwehry, Paula Thummela (Thümmel) (ur. 15 stycznia 1902, zm. 20 kwietnia 1945), który był w rzeczywistości agentem o ps. Franta. 2 marca br. uniewinniony został przez sąd w Pradze, ale pozostał pod obserwacją agentów Gestapo. Ponownie aresztowany 22 marca.
Podczas spotkania na Zamku Praskim Heydrich zarzucił Abwehrze (choć nie atakował bezpośrednio jej szefa) nieudolność, tchórzostwo i zdradę. Canaris, dość niechętnie, zgodził się na podział zadań wywiadowczych między jego organizację i SD. Po powrocie do Berlina poinformował swoich szefów wydziałów, że w ramach czynności służbowych nie powinni stosować się do tych ustaleń.
Odkrycie prawdziwej tożsamości agenta o ps. „Franta” przez Służbę Bezpieczeństwa i jego aresztowanie (22 lutego 1942 r.) groziło dekonspiracją Canarisa.
Ponownie groźba dekonspiracji Canarisa wystąpiła 21 marca gdy w zasadzkę wpadł ostatni z Trzech Króli, kapitan Václav Morávek. Dzień później aresztowano ponownie Thummela. Heydrich był gotowy do ostatecznego ataku na Canarisa. Jednakże do niego nie doszło, zmarł 4 czerwca 1942 roku w wyniku ran odniesionych w zamachu w dniu 27 maja br. Canaris wziął udział w jego pogrzebie, do stojącego obok Schellenberga zwrócił się słowami: Mimo wszystko on był wielkim człowiekiem. Straciłem w nim przyjaciela.
(…) „W nikczemnym zamachu Rzesza straciła dobrego i wielkiego człowieka”.
Druga połowa 1942 roku przyniosła Canarisowi kilka niespodziewanych porażek, które demaskowały jego działalność i podkopywały jego pozycję jako szefa Abwehry.
W październiku 1942 roku w Pradze aresztowano Wilhelma Schmidhubera (1898–1956), agenta Abwehry i honorowego konsula Portugalii w Monachium, który kierował „operacją 7” – akcją ratowania Żydów przemycanych przez Czechosłowację i Austrię do Szwajcarii, bywalec Salonu Kitty.
Spodziewał się pomocy ze strony Abwehry, lecz ta nie przychodziła zbyt szybko. Uznał, że został zdradzony i zaczął współpracować z Gestapo. Jego zeznania nie obciążały bezpośrednio Canarisa (został o nich poinformowany przez szefa Kripo – Arthura Nebe), ale obciążały jego współpracowników: Hansa Ostera, Hansa von Dohnanyi’ego i Josefa Müllera.
Konsekwencją zeznań Schmidhubera była kontrola w budynku Abwehry przeprowadzona 5 kwietnia 1943 roku pod kierunkiem sędziego wojskowego Manfreda Rödera (Roedera) i komisarza Franza Sondereggera (pełnił rolę obserwatora).
Canaris nie mógł zaprotestować przeciwko wkroczeniu SS na teren Abwehry. Mógł jedynie próbować utrudnić przeszukanie poszczególnych pomieszczeń (m.in. gabinetu Hansa von Dohnanyi’ego) i spowalniać pracę kontrolerów.
Ostatecznie von Dohnanyi trafił do obozu w Sachsenhausen, Oster zwolniony ze służby w Abwehrze pod koniec 1943 roku i umieszczony w areszcie domowym.
8 listopada duża angielsko-amerykańska flota inwazyjna wylądowała na wybrzeżu Afryki Północnej – Maroka i Algierii, rozpoczynając operację „Torch”. Niemcy byli kompletnie zaskoczeni. Winą obarczono Canarisa, szef Sztabu Dowodzenia OKW Alfred Jodl oświadczył: „Jeszcze raz Canaris nas zawiódł z powodu swojej nieracjonalności i chwiejności”.
Okazało się, że kapitan Herbert (Herman) Wichmann, szef hamburskiej placówki (Ast) Abwehry odkrył jaki był prawdziwy cel operacji „Torch”, ale telegram z siedziby Abwehry do OKW gdzieś zaginął po drodze.
Canaris na podstawie informacji szpiegowskich od swoich agentów, m.in. barona Waldemara von Oppenheima (raporty 4097/41/IH, 308/42/IH i 573/42/IH) i hiszpańskiego attaché wojskowego, pułkownika José Carlosa Garcii sporządził szczegółowy raport na temat zamierzeń aliantów, które zostały nakreślone podczas konferencji „Arcadia” – „zapoczątkowane 22 grudnia 1941, wielodniowe spotkania polityków anglo-amerykańskich, którym przewodzili: premier Wielkiej Brytanii Winston Churchill i prezydent Stanów Zjednoczonych Franklin Delano Roosevelt w sprawie m.in. zaangażowania wojsk amerykańskich w walce z hitlerowskimi Niemcami.”
To na podstawie tego raportu (Canaris przedstawił go Hitlerowi 20 dni po zakończeniu konferencji), führer 23 marca 1942 roku wydał Dyrektywę nr 40 o budowie umocnień wału atlantyckiego.
6 stycznia 1943 roku admirał Canaris wziął udział w naradzie u generała Alfreda Jodla.
Canarisowi towarzyszył pułkownik Alexis von Roenne, szef Fremde Heere West (Armie Obce „Zachód”) od 1942 roku, antynazista, przeciwnik Hitlera.
Obaj mieli przedstawić informacje wywiadowcze ma temat przygotowywanej alianckiej inwazji. Generał wygłosił tezę, że führer spodziewa się lądowania w Portugalii, gdzieś na wybrzeżu Hiszpanii lub we Francji w rejonie Żyrondy (ujście do Atlantyku rzek Garonny i Dordogne).
Admirał i pułkownik wymienili ze sobą spojrzenia i żaden z nich nie próbował już przedstawiać swoich ustaleń.
W maju 1943 roku, od hiszpańskiego attaché wojskowego w Waszyngtonie, pułkownika Garcii, Canaris poznał szczegóły, omawianej przez anglo-amerykańskich polityków inwazji na kontynent europejski (ustalenia konferencji „Trident”).
Na podstawie tych informacji i później nadsyłanych przez SD (działalność agenta Elyasa Bazny ps. Cicero zatrudnionego na stanowisku kamerdynera w brytyjskiej ambasadzie w Ankarze), Adolf Hitler wydał w listopadzie 1943 roku Dyrektywę nr 51. Uznał, że inwazja nastąpi w północnej Francji (rejon Pas-de-Calais).
Canaris celowo wprowadzał w błąd Hitlera co do kapitulacji Włoch po obaleniu Benita Mussoliniego, które miało miejsce 25 lipca 1943 roku. Admirał przez ostatnie tygodnie był w ścisłym kontakcie z szefem wywiadu włoskiego SIM (Servizio Informazioni Militari – wywiad wojsk lądowych) generałem Cesare Amé, od którego dowiedział się o planach usunięcia Duce.
29 lipca szef Abwehry pojechał do Włoch rzekomo, aby osobiście zapoznać się z sytuacją, a przede wszystkim poznać nastawienie rządu włoskiego wobec aliantów. Hitler obawiał się bowiem, że po aresztowaniu Mussoliniego nowy rząd Pietra Badoglio podda się wojskom anglo-amerykańskim. Canaris natychmiast po przyjeździe spotkał się z przyjacielem, Cesare Amé. Rozmowa odbyła się w dziwnych okolicznościach, albowiem obydwaj omawiali sytuację we Włoszech w samochodzie Amé, w którym był także kierowca, zaufany pracownik.
O intrydze Canarisa w sprawie Włoch (kapitulację podpisano 3 września 1943 roku, weszła w życie 8 września) Walter Schellenberg i Heinrich Himmler dowiedzieli się od osobistego kierowcy gen. Amé, który był na usługach SD.
Canaris, przeciwnik hitleryzmu, prowadził jednocześnie swoją prywatną wojnę z nazistami. Blokował działania wywiadowcze przeciwko Wielkiej Brytanii, wysyłał tam wielu nieprzygotowanych agentów (m.in. Operacja „Lobster” – wrzesień 1940 roku, 15 agentów Abwehry wpadło w ręce brytyjskiego kontrwywiadu, zanim zdążyli wysłać jakiekolwiek informacje).
2 lutego 1944 roku Canaris spotkał się z pułkownikiem von Roennem w bunkrze z Zossen, aby zapoznać go z ustaleniami dotyczącymi spodziewanej inwazji na kontynent.
Mówił z uznaniem o agencie A.3725 – Hans Hansen vel Wulf Schmidt.
W rzeczywistości wielu agentów Abwehry (m.in. Tor Glad i John Moe) i A.3725 pracowało pod dyktando MI5.
Wysyłanie nieprzygotowanych agentów, nieznających nawet języka angielskiego, m.in. Belga Karla Drueggego (wrzesień 1940 roku), było jednym ze sposobów prowadzenia tej prywatnej wojny Canarisa z Hitlerem.
W wyniku kolejnych niepowodzeń (Canaris próbował od listopada 1943 roku odpierać ataki nowego ambasadora III Rzeszy w Hiszpanii, Hansa Heinricha Dieckhoffa, który oskarżał madrycki oddział Abwehry o niekompetencję, łapówkarstwo, a nawet o zdradę) i intryg ze strony Joachima von Ribbentropa i Himmlera, decyzją Hitlera, 19 lutego 1944 roku Canaris został pozbawiony funkcji szefa Abwehry, o czym został poinformowany przez feldmarszałka Wilhelma Keitela i generała Alfreda Jodla. Admirał otrzymał Deutsches Kreuz in Gold i został przeniesiony na stanowisko szefa Urzędu ds. Gospodarki Wojennej.
Tuż potem Himmler (na podstawie rozkazu Hitlera z 12 lutego 1944 roku) przystąpił do reorganizacji wywiadu oddając go w ręce Waltera Schellenberga. Utworzył nową sekcję Militaerisches Amt (Amt Mil – Biuro Wojskowe), która miała kontrolować zbieranie i przepływ wojskowych informacji wywiadowczych. Jej szefem został pułkownik Georg Hansen (ur. 5 lipca 1904, zm. 8 września 1944).
Dodatkowo na dymisję Canarisa wpłynęła ucieczka jednego z jego podwładnych dr. Ericha Vermehrena (ur. 23 grudnia 1919, zm. 28 kwietnia 2005), agenta Abwehry w Stambule. Był on jednocześnie na usługach wywiadu brytyjskiego (ps. „Junior”). W obawie przed aresztowaniem w lutym 1944 roku uciekł razem z żoną, hrabiną Elisabeth von Plettenberg (również agentka Abwehry), do Wielkiej Brytanii, co miało związek z odkryciem przez Schellenberga grupy wysoko postawionych ludzi niechętnych Hitlerowi, którzy spotykali się towarzysko w domu Hanny Solf. Na domiar złego znał szyfry i kody dyplomatyczne.
Wezwany do gabinetu Hitlera, Canaris został przez niego solennie zelżony, oskarżony o zdradę i grę na dwa fronty.
W wyniku zeznań pułkownika Georga Hansena (zeznał, że admirał pisał pamiętniki i był największym wrogiem Hitlera) Canaris został aresztowany 23 lipca 1944 roku (lub 21 lipca) przez Schellenberga i SS-Hauptsturmführera barona von Voelkersama (pisownia niemiecka – Adrian von Fölkersam, ur. 20 grudnia 1914, zm. 21 stycznia 1945), na podstawie rozkazu wydanego przez SS-Obergruppenführera Müllera, który stał na czele specjalnej komisji powołanej przez Himmlera do zbadania okoliczności zamachu na Hitlera.
Byłego szefa Abwehry umieszczono w szkole Sipo w Fürstenbergu. Wkrótce jednak szef Gestapo Heinrich Müller przysłał swoich ludzi, którzy przewieźli Canarisa do głównej siedziby Gestapo w Berlinie, przy Prinz-Albrecht-Straße 8. Podczas przesłuchania admirał zeznał, że pisał pamiętniki. Był przekonany, że osoba, u której zdeponował dokumenty, major Werner Schrader (ur. 7 marca 1895, zm. 28 lipca 1944), je zniszczył. On jednak popełnił samobójstwo pozostawiając pamiętniki w sejfie w swoim domu w Zossen.
To był ostateczny dowód zdrady Canarisa, ale nikt z dostojników nazistowskich nie odważył się skazać admirała na śmierć (niewykluczone, że Canaris wiedział o tajnych negocjacjach Himmlera z aliantami). 2 lutego 1945 roku osadzony został w obozie koncentracyjnym Flossenbürg na północ od Monachium, wielokrotnie przesłuchiwany i poddawany torturom przez SS.

### Egzekucja

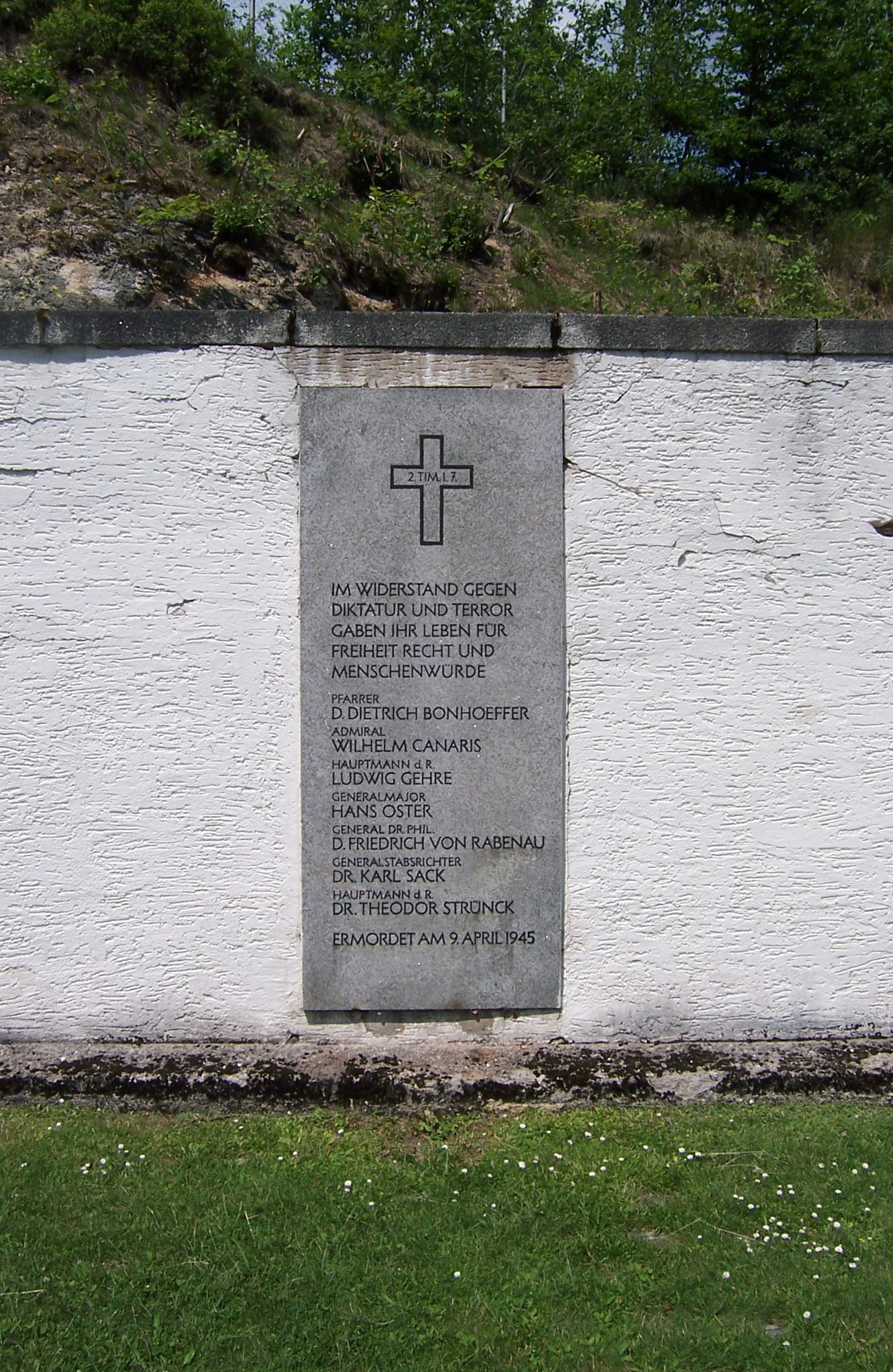
Obóz we Flossenbürgu. Tablica pamiątkowa poświęcona osobom straconym 9 kwietnia 1945 r.

5 kwietnia 1945 roku Hitler nakazał egzekucję, wyrok wydał sąd doraźny SS pod przewodnictwem Ottona Thorbecka, oskarżycielem był Walter Huppenkothen, na ławie sędziowskiej zasiadał jeszcze Max Koegel – komendant obozu we Flossenbürgu.
8 kwietnia 1945 roku Canaris został wezwany przed sąd, nie przyznał się do winy. Żądał zwolnienia i wysłania jako szeregowego żołnierza do walki z wojskami radzieckimi. Sąd odrzucił prośbę, uznał go winnym zdrady führera i całych Niemiec i skazał na śmierć. Po ogłoszeniu wyroku esesmani wywlekli Canarisa z sali i ciężko pobili, a potem półprzytomnego wrzucili do celi. Następnego dnia, 9 kwietnia 1945 roku, tuż po godzinie 5:30, strażnicy SS rozebrali go do naga, zarzucili mu na szyję pętlę ze struny od fortepianu i dusili go powoli, by przedłużyć cierpienia.
Według innych wersji powiesili go na żelaznej obroży zwisającej na łańcuchu z sufitu lub wieszali na jedwabnej lince.
Po zdjęciu stryczka okazało się, że Canaris jeszcze żyje, powieszono go zatem ponownie. Następnie odcięto mu ręce i stopy. Ciało spalono.
Razem z nim sądzono i powieszono innych przeciwników Hitlera: współpracownika Canarisa, gen. Hansa Ostera, pastora Dietricha Bonhoeffera, prawnika Karla Sacka, Theodora Strüncka i Ludwiga Gehrego. W tym samym czasie w obozie w Sachsenhausen osądzono i stracono innego członka ruchu oporu, oficera Abwehry Hansa von Dohnanyi’ego.
Po dwóch tygodniach armia amerykańska wyzwoliła obóz.

## Polski wątek
Przed wybuchem II wojny światowej polski wywiad, obok radzieckiego wywiadu wojskowego GRU, był najbardziej niebezpiecznym i najgroźniejszym rywalem Abwehry. Szczególnie w pamięci Canarisa zapisał się Jerzy Sosnowski. Po rozmowie z polskim ambasadorem w Berlinie Józefem Lipskim doprowadził do jego wymiany w Zbąszyniu, przygranicznym mieście w Wielkopolsce w kwietniu 1936 roku na siedmiu agentów Abwehry. Po ataku na Polskę próbował za pośrednictwem Erwina Lahousena odszukać polskiego agenta.
Począwszy od II połowy lat 30. przez wiele lat admirał Canaris próbował nawiązać kontakt z przedstawicielami rządu brytyjskiego, z którym nowy rząd niemiecki, po obaleniu Hitlera i jego zauszników, natychmiast podpisałby porozumienie pokojowe. Dopóki III Rzesza odnosiła polityczne i wojskowe sukcesy, Führer uwielbiany był przez naród niemiecki, nikt ze spiskowców nie odważył się otwarcie wystąpić przeciwko niemu. Liczył, że prędzej czy później Hitler zacznie ponosić klęski w starciu z mocarstwami zachodnimi i ZSRR.
Bitwa pod Moskwą na przełomie 1941/1942 roku, przyłączenie Stanów Zjednoczonych do II wojny światowej po ataku na Pearl Harbor i późniejsza klęska w bitwie stalingradzkiej uświadomiły mu, że klęska III Rzeszy jest nieuchronna. Przerażała go myśl o wkroczeniu wojsk Armii Czerwonej na ziemie niemieckie.
Pod koniec 1939 roku dekonspiracja działalności Josefa Müllera w Watykanie przez służbę SD, obecność jej agentów w wielu głównych miastach Europy oraz prowokacja wywiadowcza SD w Venlo unaoczniły Canarisowi, że w tajne kontakty z Brytyjczykami powinni być zaangażowani emisariusze pochodzący nie tylko z Niemiec.
I tak w ten sposób do tajnych rokowań niemieckich spiskowców z władzami brytyjskimi zostali zaangażowani m.in. Polacy. Halina Szymańska, żona attaché wojskowego pułkownika Antoniego Szymańskiego, na początku listopada 1939 roku pod Kutnem spotkała się z Canarisem (tego dnia przybyli przedstawiciele dyplomatyczni państw neutralnych), od którego miała nadzieję dowiedzieć się o losie swojego męża.
Canaris zaoferował jej pomoc i odradził powrót do Warszawy (Gestapo najpewniej już jej poszukiwało). Szymańska razem z dziećmi trafiła przez Niemcy do neutralnej Szwajcarii, do polskiego poselstwa w Bernie. Po przyjeździe na miejsce Halina Szymańska złożyła relację ze spotkania z Canarisem pułkownikowi Tadeuszowi Wasilewskiemu, nowemu szefowi polskiego wywiadu w Bernie, oraz generałowi Kazimierzowi Sosnkowskiemu kierującemu z Paryża podziemną organizacją Związek Walki Zbrojnej. Zgłosiła się ponadto do hrabiego Fredericka van Hauvela z propozycją nawiązania współpracy. Halina Szymańska spotkała się jeszcze dwukrotnie z Canarisem (w styczniu 1940 roku w Bernie i pod koniec tego miesiąca w Mediolanie).
17 listopada 1941 roku funkcjonariusze Abwehry aresztowali Romana Czerniawskiego i kilka innych osób z jego siatki Interallié w Paryżu. Canaris przez swojego zaufanego oficera, Oscara Reile, zaoferował współpracę Czerniawskiemu, której owocem miałaby być współpraca rządu polskiego na uchodźstwie z niemieckimi antyhitlerowcami oraz zaangażowanie polskiego podziemia AK, które wsparliby przerzuceni z Zachodu polscy żołnierze przy powstrzymaniu Armii Czerwonej w marszu na Zachód. Nie chodziło o to, aby polskie wojsko ramię w ramię z Wehrmachtem walczyło z żołnierzami radzieckimi, lecz o wsparcie grupy spiskowców, na jakie liczył Canaris ze strony rządu generała Władysława Sikorskiego w jego tajnych rokowaniach z Brytyjczykami.
Admirał zdawał sobie sprawę z ogromu zbrodni dokonanych przez nazistów na ziemiach polskich, ale liczył, że nienawiść do Sowietów sprawi, że władze polskie zgodzą się na wspólną walkę.

## Czerwona Orkiestra
Admirał Wilhelm Canaris zdawał sobie sprawę z istnienia silnie rozgałęzionej siatki radzieckiego wywiadu, Czerwonej Orkiestry (niem. Rote Kapelle), na terenie III Rzeszy, która zagnieździła się w Ministerstwie Lotnictwa i której nici prowadziły do samego Martina Bormanna.
Canaris, m.in. na podstawie informacji od agenta o ps. „Max” (najpewniej był to jeden z lekarzy Stalina lub Rumun zatrudniony w centrali telefonicznej Kremla), nabrał podejrzeń, że sekretarz Hitlera, Bormann, i Heinz Panwitz (SS-Hauptsturmfūhrer, pracownik Gestapo) prowadzą tajne rozmowy z Rosjanami.
O swoich podejrzeniach – odnośnie do Bormanna – poinformował Hitlera, ale ten polecił szefowi wywiadu i kontrwywiadu wojskowego aby więcej nie zajmował się tą sprawą.

## Kontakty z OSS
W czasie II wojny światowej miał się kontaktować za pośrednictwem Hansa Giseviusa z przebywającym w Szwajcarii szefem amerykańskiego wywiadu OSS, Williamem Donovanem, oraz szefem OSS w Europie (późniejszym dyrektorem 1953 CIA) Allenem Dullesem.
Dulles uważał, że Canaris był „jednym z najdzielniejszych ludzi współczesnej historii”.
Klementyna Mańkowska, jedna z agentek polskiej organizacji wywiadowczej „Muszkieterzy”, podróżując do Londynu zatrzymywała się w Paryżu, gdzie spotykała się z kapitanem von Boninem. Po wojnie widząc zdjęcia Wilhelma Canarisa stwierdziła, że kapitan von Bonin i Wilhelm Canaris to prawdopodobnie ta sama osoba.

## Życie prywatne
W 1919 roku ożenił się z Eriką Waag, córką fabrykanta z Pforzheim, z którą miał dwie córki Ewę i Brygidę (niem. Eva i Brigitte). Miał niewiele ponad 160 cm wzrostu, szczupły, o twarzy dobrodusznej, zmęczonych oczach i przedwcześnie posiwiałych włosach.
Tajemnicą publiczną w III Rzeszy były jego kłopoty rodzinne z kłótliwą i despotyczną żoną. Erika była zafascynowana muzyką, grała na skrzypcach z córkami, obracała się w towarzystwie ludzi kultury i sztuki. Canaris miał odmienne zainteresowania, unikał uczestnictwa w życiu rodzinnym, nie jeździł z bliskimi na urlop lub weekendy, poświęcał się pracy zawodowej. Nie miał też najlepszych kontaktów z córkami, starsza Ewa została umieszczona w protestanckim zakładzie opieki z uwagi na pojawiające się objawy choroby umysłowej. Po jego śmierci Erika otrzymała wysoką rentę w wyniku osobistych starań Allena Dullesa.
Istnieją poszlaki, że był homoseksualistą. Głośno było o jednym związku, z szoferem szefa włoskiej SIM. Opinia o jego preferencji seksualnej miała pochodzić od agenta SIS Samuela Lohana, który określił go jako „nieskutecznego intryganta, zdradzieckiego, sepleniącego pedała”.
Lubił grę w tenisa i przejażdżki konne. W Berlinie jeździł często z Walterem Schellenbergiem, tym samym, który w lipcu 1944 roku osobiście dokonał jego aresztowania.
Gdy w 1935 roku objął stanowisko szefa Abwehry, potrafił przez cały rok chodzić w tym samym grubym, wełnianym płaszczu. Wyglądał na starszego niż był w rzeczywistości. Bywał nieufny wobec ludzi – „Mój pies jest dyskretny i nigdy mnie nie zdradzi. O ludziach nie mogę powiedzieć tego samego”.

## Recepcja

### David Kahn o Canarisie
Historyk wywiadu, David Kahn, w książce Szpiedzy Hitlera (Hitler’s Spies), pisze:

Posiwiały przedwcześnie, nazywany był „starym siwym”. Również z tego względu nazywany był przez niektórych „Świętym Mikołajem”. W jego obejściu nie było nic wojskowego. Poruszał się cicho i dyskretnie. W swoim biurze, nazywanym „lisią norą”, pojawiał się niespodzianie, przez nikogo nie zauważony. Wolał ubierać się po cywilnemu, a kiedy już wkładał mundur, to najbardziej znoszony. Nie dbał o pozory, swoje odznaczenia trzymał w szufladzie, razem z innymi rupieciami (…) Podwładni dowiedzieli się o jego awansie na kontradmirała i wiceadmirała z innych źródeł. Wydawało się, że nigdy nie jest mu ciepło, nawet w lecie nosił czasami płaszcz.

### Nicolaus v. Below o Canarisie
Nicolaus von Below w swojej książce Byłem adiutantem Hitlera 1937–45 tak określał admirała Canarisa:

(…) Hitler wysłał do Franco w celu objaśnienia mu swoich zamiarów admirała Canarisa. Podczas gdy Hitler ufał Canarisowi i nie wziął mu potem nawet za złe, że jego misja się nie powiodła, ja miałem jakieś niejasne wątpliwości co do nastawienia Canarisa do polityki Hitlera wobec Hiszpanii. Jego postawa wydawała mi się problematyczna.
(…) Wszystko było zdradzane, tak jak przygotowania do wyprawy wojennej na Francję, termin rozpoczęcia ofensywy i cele pierwszych operacji. (…) Nic już w Niemczech nie było tajne. Najbardziej obrzydliwie pracował admirał Canaris. (…) Do wszystkiego się przyznawał (tj. Carl Goerdeler), podczas gdy Canaris ciągle jeszcze wszystkiemu zaprzecza.
(…) Parę dni przedtem, z 8/9 kwietnia, ogłoszono wykonanie wyroku na admirale Canarisie i generale Osterze. W związku z tym rozeszła się wieść, że znaleziono dzienniki admirała, wystarczający powód, żeby go skazać. Nie mogłem tego sprawdzić, ale uważałem to i dalej uważam za mało prawdopodobne, aby tak ostrożny człowiek jak Canaris, który od samego początku był przeciw Hitlerowi, pisał dzienniki.

### Wilhelm Canaris w kulturze
Postać „Szefa”, „Admirała” (choć nie pada nazwisko Canarisa) pojawiła się w 12. odcinku serialu Stawka większa niż życie pt. Zdrada. Grany przez Stanisława Mikulskiego oficer Abwehry, porucznik Hans Kloss rozmawiał ze swoim szefem w jego gabinecie.

## Audycja radiowa
- Sensacje XX wieku w Radiu Zet, Polski łącznik.
- Sensacje XX wieku w Radiu Zet, Największy wróg Hitlera.